# Југотон
 Југотон  (або Jugoton) — найбільша[джерело?] компанія звукозапису та мережа музичних магазинів у колишній Соціалістичній Федеративній Республіці Югославія. Лейбл був розташований у Загребі, у тодішній Соціалістичній Республіці Хорватія. Після розпаду Югославії компанія продовжила працювати у незалежній Хорватіï, змінивши свою назву на Croatia Records.

## Історія
Југотон  створено 10 липня 1947 році на території націоналізованого загребського заводу «Електрон» За перші роки свого існування фірма надрукувала близько 33 тисяч грамофонних платівок. З 1956 року фірма перейшла на випуск 25-сантиметрових вінілових платівок. Перші з них — з записами народних пісень — «Pjeva vam Ivo Robić».
У 1957 році фірма почала видавати сингли — вінілові платівки зі швидкістю 45 обертів на хвилину, а також довгогральні платівки зі швидкістю відтворення 33 оберти на хвилину. У 1958 році була видана перша платівка зі стерео звуком — «Tam kjer murke cveto» у виконанні Kvintet Arsenik.
Серед платівок, які виходили на лейблі, було багато знакових і важливих югославських поп- і рок-альбомів від таких колективівя, як Електрични оргазам, Идоли, Haustor, Bijelo Dugme, Šarlo Akrobata, Azra, деякі альбоми гуртів Леб и сол і Gordi, а також дуже впливовий для свого часу альбом-компіляція «Paket Aranžman» (Пакет угод).
Згодом Jugoton стала укладати угоди з найбільшими звукозаписними компаніями світу - RCA, Polydor, Decca, EMI, Мелодія і іншими. За ліцензією на загребській фабриці друкувалися пластинки: Рік Естлі, The Beatles, Девід Бові, Кейт Буш, Deep Purple, Eurythmics, Iron Maiden, Kraftwerk, Джон Леннон, Мадонна, Гері Мур, Mötley Crüe, Елвіс Преслі, Pink Floyd, Public Image Limited, Queen, The Rolling Stones, Scorpions, U2, Whitesnake, Кім Уайлд, Юрій Антонов, Bananarama, Boney M, Depeche Mode, Френк Сінатра, Рой Орбісон, Yes, Майк Олдфілд, Sandra, Пітер Ґебріел, Erasure, Led Zeppelin, AC/DC, Modern Talking, Лайонел Річі, Simple Minds, Frank Goes to Hollywood, R.E.M., Філ Коллінз, Simply Red, Smokie, Сьюзі Квадро, Біллі Айдол, Таніта Тікарам, Тіна Тернер, Пол Маккартні, A-ha, Roxette, Guns N' Rouses, Уітні Х'юстон, Шер, Cinderella, Иггі Поп, Біллі Джоел  і багатьох інших співаків та гуртів.
Але перш за все фірма Jugoton відома з випуску альбомів музикантів і гуртів колишньої Югославії. Це і естрада — Джордже Мар'янович, Здравко Чолич, Джордже Балашевич, Гоце Ніколовскі, Ібриця Юсич; і рок-музика — Bijelo Dugme, Azra, Prljavo kazalište, Električni Orgazam, Idoli, Haustor, Plavi orkestar; і музика інших напрямів, у тому числі народна.
Багато виконавців, які представляли Югославію на пісенному конкурсі Євробачення мали контракти з Југотоном, зокрема, переможець конкурсу 1989 року гурт Riva.
Під час розпаду Югославії — у 1990 році — компанію було приватизовано, а також змінено назву на Croatia Records. Відтоді компанія спеціалізується на виданні переважно хорватських музикантів.
У архівах Croatia Records налічується більш ніж 70 000 пісень виконавців колишньої Югославії.

## Конкуренція
Наприкінці 1959 року на теренах тодішньої Югославії у компанії з'явився перший конкурент — белградська фірма PGP RTB (пізніше вона була перейменована у PGP-RTS). Трохи згодом з'явились:
- Suzy з Загреба
- Diskoton з Сараєва
- ZKP RTLJ з Любляни

## Югоностальгія
«Jugoton», безперечно, є важливою частиною культури колишньої Югославії і одним з елементів югоностальгії.
Колишній магазин Југотону розташований у головному торговому центрі міста Скоп'є (Gradski Trgovski Centar) — столиці Північної Македонії — досі працює під тією ж назвою, хоча керує ним македонський лейбл Lithium Records
Інший приклад — це онлайн-радіо та веб-телестанція «Jugoton», яка працює для югославської діаспори у Відні, Австрія. Вона грає музику як з колишньої СФРЮ, так і сучасних виконавців з екс-югославських країн. Однак ця станція зовсім не пов'язана з Југотоном, і не всі виконавці, представлені в його програмах, мали контракт з однойменною компанією звукозапису.

## Yugoton
Југотон був особливо популярний серед молоді за залізною завісою, яка не могла виїхати в західні країни і рідко мала доступ до західної музики. Одним з рішень для отримання музики західних артистів, було податися за покупками до СФРЮ, яка не була країною східного блоку, а була членом Руху неприєднання і в основному відкрита для західних впливів. Таким чином, югославські видання західних виконавців набули культового статусу в Східній Європі і стали своєрідним символом західної поп-культури. Як данина Југотону, альбом під назвою Yugoton був виданий 2001 року в Польщі на лейблах ZIC-ZAC Music Company та BMG Польща. Він містив кавер-версії на популярні пісні колишніх югославських колективів, таких як Електрични оргазам, Идоли, Haustor та інші. Пісні були виконані польськими музикантами. На обкладинці диску зображено польських виконавців разом з їхніми гостями з Югославії: Влада Дивлян, колишній учасник гурту Идоли і Дарко Рундек з гурту Haustor.
Інші посилання на Југотон, можна побачити у фільмі Sonnenallee (який розповідає про життя в колишній Східній Німеччині), у сцені з музичним піратом.